# Оратор

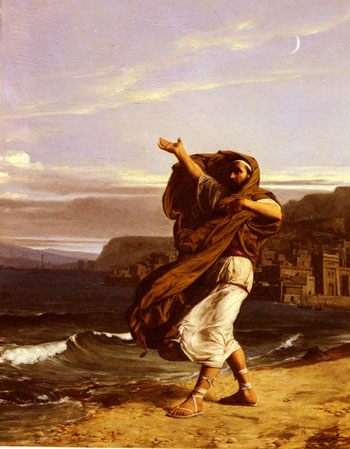
Демосфен, упражняющийся в ораторском искусстве. Жан Леконт дю Нуи

Ора́тор или Ритор (лат. orare — «говорить», orator — букв. «говорящий») — выступающий перед публикой человек, в арсенале которого есть развитое умение убеждать, актёрская игра и красноречие. Тот, кто произносит речь, а также человек, обладающий даром красноречия или владеющий ораторским искусством. В некоторых случаях предводитель охлократии.

## История
Значительная роль публичного оратора возможна обычно лишь в демократическом обществе, где возможности умелого оратора соизмеримы, а часто и превосходят возможности воинов, политиков, бизнесменов. Известны случаи захвата власти благодаря лишь красноречию и красивому умению правильно изложить свои мысли.
Хотя красноречие играло очень большую роль в истории многих культур (например пророки в Древней Иудее), оно стало профессией только в демократических государствах Древней Греции, поскольку там впервые появилась публичная политика и публичный суд. Тогда же появилась и специальная дисциплина об ораторском искусстве — риторика, и профессия учителя ораторского искусства — ритора. Пока древнегреческие государства оставались демократическими, ораторы оставались главными деятелями политической сцены. Ту же роль играли и политические ораторы в республиканский период Древнего Рима. В эллинистических государствах и Римской империи оратор перестал быть политической фигурой, хотя продолжали существовать судебные ораторы, работали риторские школы.
Однако с появлением христианства — проповедующей религии — ситуация меняется. И для поздней Античности, и для Средних веков, и для раннего Нового времени религиозный проповедник — фигура, по влиятельности сопоставимая с королём или князем церкви. Хрестоматийный пример — проповедь Петра д’Альби, приведшая к организации первого крестового похода.
В эпоху Возрождения опять, как и в поздней античности, возрастает значение эстетической составляющей ораторского искусства. Типичная фигура эпохи — придворный оратор, сочининитель панегириков (как разновидность придворного литератора).
В эпоху Реформации и Контрреформации опять приобретают вес проповедники.
В Новое время, с переходом к демократическому типу государственного устройства, опять главным типом политика становится политический оратор, главным типом юриста — судебный оратор.
Лишь вторая половина XX века, с её ориентацией на визуальную культуру, теснит оратора из политической сферы.

## Профессиональная специализация ораторов
- Политические ораторы
- Судебные ораторы
- Проповедники
- Лектор (преподаватель)